# Comté de Runnels
Pour les articles homonymes, voir Runnels.
Le comté de Runnels, en anglais : Runnels County, est un comté situé dans le centre de l'État du Texas aux États-Unis. Le siège du comté est la ville de Ballinger. Selon le recensement des États-Unis de 2020, sa population est de 9 900 habitants.
Le comté a une superficie de 2 738 km2, dont 2 721 km2 en surfaces terrestres. 

## Démographie
| Groupes           | Comté de Runnels | Texas | États-Unis |
| ----------------- | ---------------- | ----- | ---------- |
| Blancs            | 83,2             | 70,4  | 72,4       |
| Autres            | 12,5             | 10,6  | 6,4        |
| Afro-Américains   | 1,8              | 11,9  | 12,6       |
| Métis             | 1,7              | 2,5   | 2,7        |
| Amérindiens       | 0,7              | 0,7   | 0,9        |
| Asiatiques        | 0,2              | 3,8   | 4,8        |
| Total             | 100              | 100   | 100        |
|                   |                  |       |            |
| Latino-Américains | 32,0             | 37,6  | 16,7       |